# Ridgefield (Nova Jersey)
Ridgefield és una població dels Estats Units a l'estat de Nova Jersey. Segons el cens del 2008 tenia 10.851 habitants.

## Demografia
Segons el cens del 2000, Ridgefield tenia 10.830 habitants, 4.020 habitatges, i 2.966 famílies. La densitat de població era de 1.602,1 habitants/km².
Dels 4.020 habitatges en un 32,1% hi vivien nens de menys de 18 anys, en un 59,7% hi vivien parelles casades, en un 9,9% dones solteres, i en un 26,2% no eren unitats familiars. En el 23% dels habitatges hi vivien persones soles l'11,8% de les quals corresponia a persones de 65 anys o més que vivien soles. El nombre mitjà de persones vivint en cada habitatge era de 2,69 i el nombre mitjà de persones que vivien en cada família era de 3,19.
Per edats la població es repartia de la següent manera: un 21,8% tenia menys de 18 anys, un 6,3% entre 18 i 24, un 31,5% entre 25 i 44, un 23,3% de 45 a 60 i un 17,1% 65 anys o més.
L'edat mediana era de 40 anys. Per cada 100 dones de 18 o més anys hi havia 88,8 homes.
La renda mediana per habitatge era de 54.081 $ i la renda mediana per família de 66.330 $. Els homes tenien una renda mediana de 47.975 $ mentre que les dones 36.676 $. La renda per capita de la població era de 25.558 $. Aproximadament el 4,7% de les famílies i el 6,6% de la població estaven per davall del llindar de pobresa.

## Poblacions més properes
El següent diagrama mostra les poblacions més properes.